# Phthitia spinicalyx
Phthitia spinicalyx är en tvåvingeart som beskrevs av Marshall 1992. Phthitia spinicalyx ingår i släktet Phthitia och familjen hoppflugor. Inga underarter finns listade i Catalogue of Life.